# Nils Posse (född 1962)
Nils Arvid Eric Posse, född 29 september 1962 i Växjö, Kronobergs län, är en svensk greve, lantmästare, godsägare och politiker (moderat). Han var 2006–2014 kommunfullmäktiges ordförande i Växjö.

## Biografi
Nils Posse är utbildad lantmästare. Han har tjänstgjort i Livregementets husarers reserv där han hade graden kapten. Posse är ägare till herrgården Bergkvara med tillhörande skogs- och lantbruk på 2800 hektar vilket gör honom till den största markägaren i Växjö.

### Politisk karriär
2006 valdes Posse till kommunfullmäktiges ordförande i Växjö och gick då under titeln borgmästare. Han lämnade borgmästarämbetet och politiken hösten 2014 efter att ha åtalats för djurplågeri då han avlivade kalvar med icke-godkända metoder. Posse friades senare för anklagelserna om djurplågeri, men dömdes av Göta hovrätt till 80 dagsböter för brott mot djurskyddslagen.

## Familj
Nils Posse tillhör den grevliga ätten Posse nr 51. Han är son till greve Carl Posse och Eva Engström. Han gifte sig den 3 februari 1990 med lantmästaren Ulrica Mattesson. Paret har två döttrar.

## Utmärkelser
- Riddare av Johanniterorden i Sverige.[1]